# Luis Fernández
Luis Fernandez (ur. 2 października 1959 w Tarifie w Hiszpanii) – francuski trener piłkarski i piłkarz występujący na pozycji defensywnego pomocnika. Po zakończeniu kariery piłkarskiej w 1993 roku został menedżerem. Zarządzał AS Cannes, Paris Saint-Germain oraz kilkoma innymi klubami. Jest indywidualnie odpowiedzialny za sprowadzenie Ronaldinho do Europy.
W reprezentacji Francji w latach 1982–1992 rozegrał 60 meczów, zdobył 6 goli.

## Życiorys

### Gracz
W wieku 19 lat Luis Fernandez podpisał pierwszy profesjonalny kontrakt z Paris Saint-Germain. Szybko pokazał, że jego miejsce jest na tyle pomocy, specjalizuje się w wygrywaniu pojedynków o piłkę, ale także zdolność do dokładnych podań i z końcem roku 1982 rozegrał swój pierwszy mecz w reprezentacji Francji przeciwko Holandii 10 listopada 1982. Mając zaledwie 23 lata Luis Fernandez był już tak ważną częścią drużyny, że kilka miesięcy wcześniej był półfinalistą Mistrzostw Świata w Hiszpanii. Uformował narodową pomoc z taki francuskim gwiazdami jak defensywny pomocnik Jean Tigana i ofensywni gracze Alain Giresse i Michel Platini – pomoc, która była znana jako „magiczny kwadrat”. Z drużyną narodową Fernandez wygrał Euro 1984 – w domu we Francji – i doszedł do półfinału w Mistrzostwach Świata w 1986 roku w Meksyku.
Po eliminacjach do Mistrzostw Świata w 1986 roku i tuż po wygranym Mistrzostwie Francji z PSG, Fernandez podjął decyzję dołączyć do drużyny Jean-Luca Lagardere’a Racing Club de France. Ale w rzeczywistości drużyna była silna tylko na papierze, klub i Fernandez nie działali razem i zostawił Racing na trzy lata. Po Mistrzostwach Świata 1986 francuska drużyna nie zakwalifikowała się na Euro 1988 i Mistrzostwa Świata 1990.
Z Racingu Fernandez przeszedł do AS Cannes w 1989 – bardziej skromnego klubu z przyjaznym otoczeniem. Fernandez był nadal częścią drużyny francuskiej, jednak forma już zanikała. Pod skrzydłami Michela Platiniego, Fernandez mógł grać rolę jokera, który miał ustawić końcowy wynik meczu. Fernandez zagrał na Euro 1992, gdzie Francja odpadła już w fazie grupowej i Fernandez zdecydował zakończyć międzynarodową karierę. Na poziomie klubu AS Cannes spadło do Ligue 2 w końcu sezonu 1991-92, ale Fernandez zdecydował pozostać w klubie i skończyć karierę, gdy jego kontrakt wygaśnie. Ale Fernandez nie uwzględnił wolnego przejścia na emeryturę, kiedy po kilku tygodniach AS Cannes zdecydował zaufać Fernandezowi na stanowisku menedżera. Fernandez w ten sposób zakończył sezon jako trener-zawodnik i poprowadził Cannes z powrotem do Ligue 1, a na koniec sezonu definitywnie zaczął karierę menedżera.

### Menedżer
Po promocji AS Cannes do Ligue 1, Luis Fernandez kontynuował prace w klubie i zakwalifikował go do Pucharu UEFA. Został uznany Najlepszym trenerem Ligue 1 i pod koniec sezonu 1993-94 Fernandez zaczął używać do ofensywnej taktyki młodych zawodników. Postacią Fernandeza zainteresowało się Paris Saint-Germain. Pomimo tego, że PSG wygrali Mistrzostwo Francji i mieli dobry start w Lidze Mistrzów, PSG zawiodło. Zarząd PSG zobaczył w Fernandezie idealnego menedżera do uformowania obrazu klubu.
Pierwszy sezon Luisa Fernandeza w Paris-Saint-Germain był sukcesem. PSG wygrało dwa krajowe puchary: Puchar Francji i Puchar Ligi Francuskiej. Dobrze zaprezentowało się w Lidze Mistrzów przegrywając dopiero w półfinale z AC Milanem.
Silniejszy pokaz Fernandez i drużyna PSG zrobiła, gdy w ćwierćfinałach w dwóch meczach przeciwko wielkiej Barcelonie z Johannem Cruyffem na stanowisku trenera. Drugi sezon w PSG, był początkiem końca Fernandeza. Zdystansowawszy kolejny raz Ligue 1, PSG znalazło oddech świeżego powietrza w europejskich zawodach, gdzie wygrali Puchar Zdobywców Pucharów po zwycięstwie w finale przeciwko Rapidowi Wiedeń, robiąc z Fernandeza pierwszego francuskiego trenera, który zwyciężył w europejskich pucharach. Prestiżowe zwycięstwo nie było jednak wystarczające, by zachować Fernandeza na miejscu PSG jednakże, po zgubionym mistrzostwie Fernandez opuścił Paris Saint-Germain w końcu sezonu 1995-96.
Fernandez skontaktował się wtedy z Athletikiem Bilbao z hiszpańskiej La Liga klub z Fernandezem jako menedżerem zakwalifikował się do Ligi Mistrzów, gdzie spędził cztery sezony.
W 2000 roku Fernandez powrócił do Francji w grudniu, gdzie jeszcze raz zajął miejsce w PSG zastępując Philippe Bergeroo. Mimo że drużyna miała takie gwiazdy jak Augustine Okocha, Nicolas Anelka, a zwłaszcza Ronaldinho, Fernandez nigdy nie zdobył satysfakcjonujących ambicje klubu. Luis Fernandez został zwolniony w końcu sezonu 2002-03 po dwóch i pół latach.
Sześć miesięcy później, Luis był w Hiszpanii, uchronił RCD Espanyol w grudniu 2003 od spadku do drugiej ligi. Po roku nieaktywności Luis Fernandez w czerwcu 2005 został menedżerem Al-Rayyan SC z Kataru, który opuścił w listopadzie tego samego roku i dołączył do izraelskiego klubu Beitar Jerozolima jako generalny menedżer, czyli po prostu trener. W końcu sezonu 2005/06 Luis opuścił Beitar Jerozolima po tym, jak wdał się w konflikt z fanami klubu. Luis chciałby teraz wrócić do AS Cannes, który gra teraz w Championnat France de National – klub, który zaczął jego menedżerską karierę. W grudniu 2006 objął posadę trenera Realu Betis Sevilla.
W dniu 21 marca 2010 roku został selekcjonerem reprezentacji Izraela.

## Nagrody
Jako zawodnik
- Puchar Francji: 1982 i 1983, z PSG
- Euro 1984: I miejsce z francuską drużyną narodową
- Puchar Artemio Franchiego: 1985, z francuską drużyną narodową
- MŚ 1986: III miejsce z francuską drużyną narodową
- Mistrzostwo Francji: 1986, z PSG

jako menedżer
- Coupe de France: 1995, z PSG
- Coupe de la Ligue
- Puchar Zdobywców Pucharów
- Puchar Intertoto UEFA